# Mutuelle Médico-Chirurgico-Dentaire
 (juillet 2025).
Si vous disposez d'ouvrages ou d'articles de référence ou si vous connaissez des sites web de qualité traitant du thème abordé ici, merci de compléter l'article en donnant les références utiles à sa vérifiabilité et en les liant à la section « Notes et références ».
La Mutuelle Médico-Chirurgico-Dentaire (MCD) est une mutuelle d'envergure nationale avec plus de 500 000 bénéficiaires. Elle compte 118 agences sur tout le territoire[Lequel ?].